# بيبي بوي (أغنية)
أغنية بيبي بوي (بالإنجليزية: Baby Boy)‏ هي أغنية لبيونسيه وشون بول صدرت في 9 سبتمبر 2003 كتابة كلا من بيونسيه وشون بول، وإنتاج سوني بي إم جي، منتجي الأغنية بيونسيه وسكوت ستروتش.

## ابرز إنجازات الأغنية
- 1 Billboard Hot 200
- 1 Uk Singels Chart
- 1 Us R&B Chart
- 3 Australia Chart
- 6 Irish Single Chart